# Alcarràs
Alcarràs – gmina w Hiszpanii, w prowincji Lleida, w Katalonii, o powierzchni 114,65 km². W 2011 roku gmina liczyła 8755 mieszkańców.